# تابور (قره‌تاش)
تابور (به ترکی استانبولی: Tabur) یک منطقهٔ مسکونی در ترکیه است که در قره‌تاش (شهر) واقع شده‌است.